# Konice (zámek)
Konický zámek se nachází v jihovýchodní části města Konice vzdáleného asi 21 km severozápadně od Prostějova a ležícího na předělu Zábřežské a Drahanské vrchoviny. Na místě dnešního zámku stála tvrz, mající za úkol chránit obchodní cesty vedoucí z Moravy a Slezska do Čech. Zámek je chráněn jako kulturní památka České republiky.

## Historie

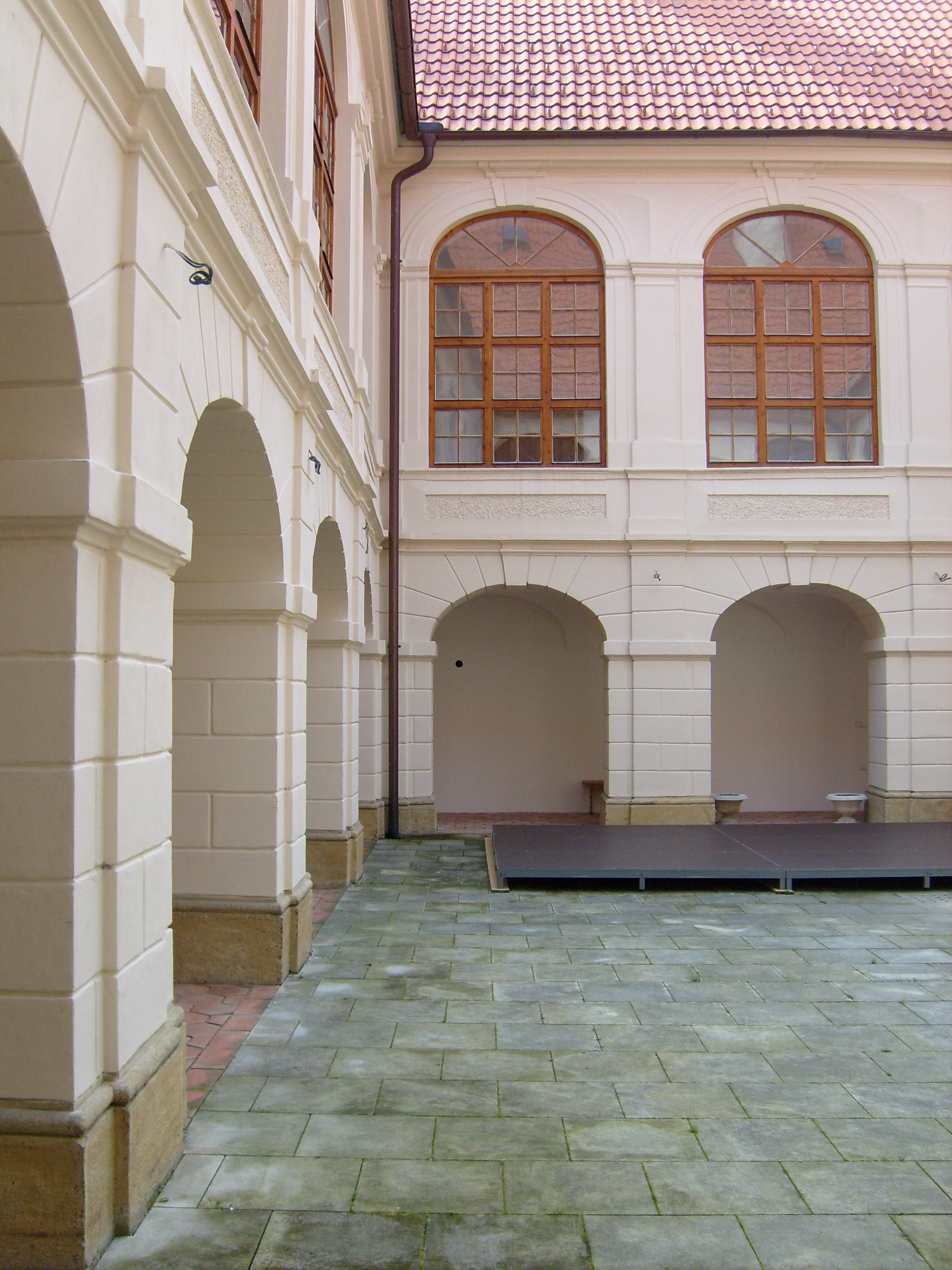
Nádvoří zámku

Ves Konice je poprvé zmiňována ve falzu ze 14. století, které se hlásí k roku 1200. Roku 1305 ves postoupil král Václav II. Adamovi z Choliny. Tvrz v Konici – tehdy již městečku – se poprvé připomíná v roce 1351 a jejím držitelem byl Ješek z Konice, který tvrz se vsí zapsal coby své věno manželce Cecílii z Cimburka.
V roce 1379 získali zboží, k němuž patřilo městečko Konice s tvrzí, hrad Strážiště a několik okolních vsí bratři Štěpán a Ješek Kropáčové z Holštejna. Následně přechází panství do rukou pánů z Cimburka a Tovačova, když jej koupil v roce 1386 Ctibor z Cimburka. Majetky zůstaly přes dvě století v držení Cimburků až do roku 1446, kdy zboží koupili bratři ze Švábenic. Koničtí ze Švábenic pak drželi zboží až do roku 1655. Z tohoto období pochází i nejstarší známá pečeť použitá na listině z roku 1446. Za nich se také v roce 1618 naposledy připomíná zdejší tvrz. Ta zanikla pravděpodobně za třicetileté války.
Ve druhé polovině 17. století se vinou majetkových rodinných sporů začalo panství drobit a upadat. Vystřídalo se zde několikero majitelů, až v roce 1699 nastala pro Konici významná změna, kdy konické zboží koupil klášter Hradisko u Olomouce. Opat premonstrátského řádu Norbert Želecký z Počenic pak dal v roce 1705 postavit na místě původní tvrze barokní zámek, jako letní klášterní rezidenci. Kromě zámku dává Opat Želecký z Počenic v letech 1702–1703 přestavět rovněž konický kostel Narození Panny Marie. Stavbu zámku a přestavbu kostela provedl olomoucký stavitel Lukáš Glöckel.
Po zrušení kláštera Josefem II. v roce 1784 připadlo panství se zámkem Náboženskému fondu ve správě státu. V roce 1825 jej zadlužený a zchátralý koupil brněnský továrník Karel Příza, který provedl nákladné opravy a roku 1830 se do Konice přestěhoval. Jeho potomci (mj. Leopold Příza) měli zámek v držení až do roku 1945.
Dnes slouží zámek potřebám města Konice jako koncertní a obřadní síň. Nachází se tu také knihovna a Mateřské centrum Srdíčko.

## Architektura

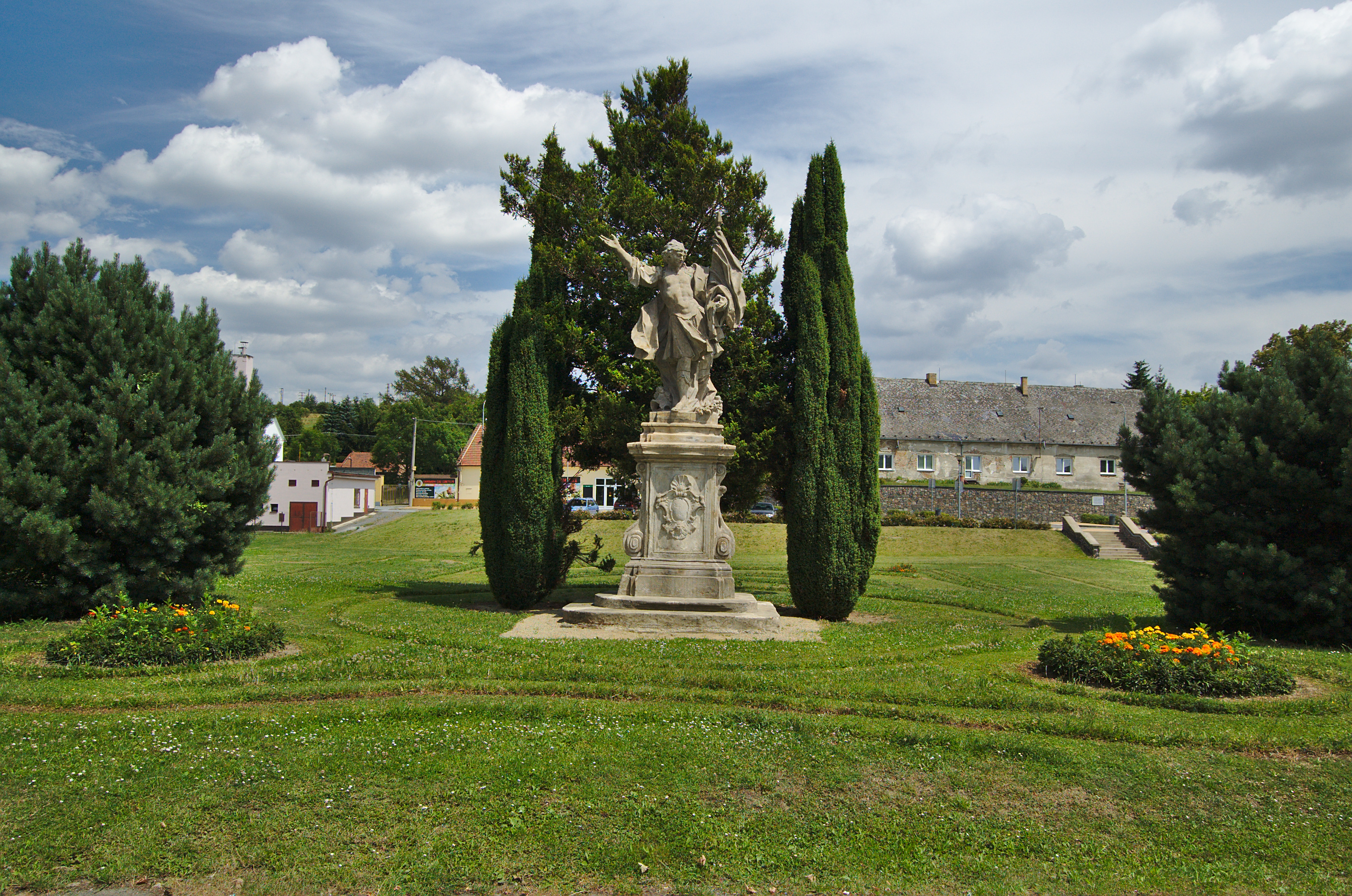
Socha svatého Floriána před zámkem

Jednopatrová barokní budova zámku má v ose průčelí nad vjezdem s kamenným portálem dvojité okno a po stranách po třech oknech. Nad dvojitým oknem je pískovcová socha opata Norberta Želeckého s monstrancí a palmou. Ve čtyřkřídlém nádvoří jsou v přízemí i patře barokní arkády s křížovými klenbami, v přízemí otevřené, v prvním poschodí zasklené. V bývalé jídelně, která dnes slouží jako obřadní síň, je umělecky cenný freskový obraz Večeře Páně, snad dílo Bedřicha Diviše Strausseho (1660–1720), který vyzdobil freskovými malbami i klášter Hradisko.
Dodnes jsou zachovány erby rytířů ze Švábenic a pět kamenných náhrobků jejich rodu v Konici.

## Expozice
V zámku sídlí městské kulturní středisko a jediné informační centrum na Konicku. V jeho interiéru se nachází expozice lidových řemesel, pořádají se zde také různá kulturní vystoupení. Zajímavostí expozice je největší sbírka seker čítající bezmála 500 kusů různých druhů sekyrek a před zámkem se nachází největší sekera v České republice. Expozice i sekera před zámkem jsou zapsány v České knize rekordů.